# カラチン旗
カラチン旗（カラチンき、モンゴル語：ᠬᠠᠷᠠᠴᠢᠨ
ᠬᠣᠰᠢᠭᠤ　転写：Qaračin qosiɣu）は、中華人民共和国内モンゴル自治区赤峰市に位置する旗。地方政府は錦山鎮にある。

## 行政区画
7バルガス（鎮）、1郷、1民族郷を管轄：
- バルガス（鎮）
  - 錦山鎮
  - メイルン・バルガス（美林鎮）
  - ワンウン・ホロー・バルガス（王爺府鎮）
  - 小牛群鎮
  - 牛家営子鎮
  - ナリーン・バルガス（乃林鎮）
  - 西橋鎮
- 郷：南台子郷
- 民族郷：十家満族郷